# Sala Urbana
La Sala Urbana o Sala degli Stemmi venne fatta costruire nel 1630 dal legato pontificio Bernardino Spada che la dedicò a Urbano VIII, il papa che lo aveva reso cardinale.

## Descrizione

### Struttura della sala
La sala, progettata dall'architetto Ercole Fichi, è a pianta rettangolare ed è racchiusa fra altri ambienti del palazzo; per permettere alla luce di entrare da ampie finestre, le pareti della sala sono state elevate al di sopra del tetto dell'edificio. Comunica con gli ambienti che la circondano tramite sei porte (di cui ora due sono murate) sugli architravi delle quali è scolpito il nome del committente.

### Le pareti
Sulle quattro pareti sono stati dipinti 188 stemmi, allineati su quattro file. Sono le insegne araldiche di legati, governatori e amministratori del governo pontificio fra il 1327 e il 1744. Sopra ad ogni insegna è stato dipinto il simbolo della carica ricoperta e sotto un cartiglio che indica il nome del personaggio e la durata dell'incarico. Al di sotto degli stemmi troviamo uno zoccolo monocromo, che imita un fregio scolpito.

### Il soffitto
Il soffitto piatto è affrescato con un importante esempio di quadratura «che è, di certo il più singolare apporto della città al molteplice vocabolario e alle invenzioni dell'architettura», realizzata dai quadraturisti Girolamo Curti e Agostino Mitelli e completata dalle figure del giovane Angelo Michele Colonna. Anche qui, «una celebrazione del committente, il cardinale Bernardino Spada, i cui emblemi araldici, le spade e i gigli di Francia, si intrecciano nei finti rilievi e sono esaltati nel duello ingaggiato dai tre puttini alati al centro del soffitto».

## Ritocchi e restauri
La Sala ha subito ritocchi e restauri in varie fasi. 
Nel 1774 venne ritoccata dal quadraturista Flaminio Minozzi; nel 1852 il cardinale Gaetano Bedini fece restaurare la sala facendo dipingere da Napoleone Angiolini la Memoria di Urbano VIII al centro di una delle pareti lunghe.
Nel 1933/34 sotto la direzione dell'ingegnere Guido Zucchini, vennero ritoccate le pitture ad opera del pittore bolognese Antonio Mosca (1935), e abbassato il pavimento di vari centimetri.
Fra il 2013 e il 2014 sono stati portati a compimento importanti lavori di manutenzione, restauro e adeguamento dell'impianto elettrico.